# Medceličnina
Mèdceličnína, intercelulárna snóv ali ékstracelulárni mátriks so  amorfne in vlaknate zunajcelične strukture, sestavljene iz kompleksnih velemolekul in tekočine, ki jo proizvajajo in v svojo neposredno okolico izločajo celice. Dajejo strukturno in biokemijsko podporo celicam, ki jih obdajajo.
K medceličnini spadata intersticijski matriks in bazalna membrana. Intersticijski matriks se nahaja med celicami različnih tkiv in zapolnjuje tako imenovane medcelične prostore. Polisaharidi in vlaknate beljakovine tvorijo gel intersticijskega matriksa, ki blaži pritiske v medceličnih prostorih. Bazalne membrane pa so plasti medceličnine na meji med epitelijskimi, endotelijskimi, mišičnimi ali perifernimi nevroglijskimi celicami na eni strani ter vezivom na drugi strani. Za različne vrste vezivnih tkiv so značilne medceličnine specifične sestave: medceličnino kostnine sestavljajo na primer kolagenska vlakna in minerali, medceličnino rahlega veziva mrežasta vlakna in osnovna snov, v krvi pa krvna plazma. 

## Pomen
Zaradi raznovrstne sestave lahko medceličnina opravlja različne vloge, na primer dajanje opore celicam, razmejevanje različnih vrst tkiv ter omogočanje medcelične komunikacije. Prav tako predstavlja lokalno mesto skladiščenja različnih celičnih rastnih dejavnikov; spremembe v fizioloških razmerah medceličnine lahko sprožijo dejavnost proteaz, ki omogočijo sprostitev rastnih dejavnikov iz zalog. S tem omogoča hitro in prostorsko omejeno aktivacijo z rastnimi dejavniki posredovanih celičnih funkcij, ne da bi bila potrebna de novo sinteza teh dejavnikov. 
Tvorba medceličnine je bistvena pri celični rasti, celjenju ran in tudi nastanku fibroze. Poznavanje strukture in sestave medceličnine pomaga tudi pri razumevanju kompleksnih procesov tumorske invazije in njihovega razsejanja, saj razsejanje rakavih celic običajno spremlja uničenje medceličnine s pomočjo aktivacije encimov, kot so serinske proteaze, treoninske proteaze in matriksnih  metaloproteinaz.
Togost oziroma prožnost medceličnine je pomembna pri gibanju celic, izražanje genov, in celični diferenciaciji. Celice zaznavajo prožnostne lastnosti medceličnine in migrirajo v smeri bolj rigidnih oziroma togih površin, kar opisuje fenomen tako imenovane durotakse. Vpliv elastičnosti medceličnine na izražanje genov v celicah ter posledično  na procese celične diferenciacije in tudi napredovanja tumorjev je predmet številnih raziskav.

## Molekulska sestava
Sestavine medceličnine tvorijo celice in jih izločajo v medcelični prostor z eksocitozo. Medceličnino sestavlja mrežje vlaknatih beljakovin in glukozaminoglikanov.

### Proteoglikani
Glukozaminoglikani (GAG) so ogljikohidratni polimeri, običajno vezani na zunajcelične matriksne beljakovine, s katerimi tvorijo proteoglikane (pri tem je hialuronska kislina pomembna izjema, kot je pojasnjeno spodaj). Proteoglikani so lahko negativno nabiti in tako privlačijo pozitivno nabite natrijeve ione (Na+), slednji pa z osmozo privlačijo vodo, s čimer se zagotavlja hidriranost medceličnine in okolnih celic. Proteoglikani lahko tudi pomagajo uloviti rastne dejavnike in jih tako shraniti.
Nadalje so opisane različne vrste proteoglikanov, ki tvorijo medceličnino.

#### Heparan sulfat
Heparan sulfat (HS) je linearni polisaharid, prisoten v vseh živalskih tkivih. Tvori proteoglikane, pri čemer se dve ali tri heparansulfatne verige vežejo na različne beljakovinske ligande na celični površini ali v medceličnini.  Pomembno vlogo imajo pri uravnavanju različnih bioloških aktivnosti, med drugim razvojnih celičnih procesov, angiogeneze, strjevanja krvi in razsevanja tumorjev.

#### Hondroitin sulfat
Hondroitin sulfati dajejo natezno odpornost hrustancu, kitam, vezem in žilni steni aorte. Kaže, da imajo vlogo tudi pri nevroplastičnosti.

#### Keratan sulfat
Keratan sulfati vsebujejo različne deleže sulfata in za razliko od številnih drugih glikozaminoglikanov ne vsebujejo uronske kisline. Prisotni so v roženici, hrustancu, kostnini ter pri živalih v roženem tkivu. 

### Neproteoglikanski polisaharidi

#### Hialuronska kislina
Hialuronska kislina je polisaharid, sestavljen iz D-glukuronske kisline in N-acetilglukozamina, za razliko od številnih drugih glukozaminoglikanov pa se ne povezuje z beljakovinami in tvori proteoglikanov. Veže lahko velike količine vode, kar daje medceličnini turgor in s tem celice zašči pred silami ob stiskanju tkiva. V velikih količinah je zato prisotna v tkivih tistih sklepov, ki so izpostavljeni velikim obremenitvam. Prav tako predstavlja poglavitno sestavino intersticijskega gela. Hialuronska kislina setvori v celicah ob celični membrani ter se tekom biosinteze s translokacijo prenese na drugo stran celične membrane v zunajcelični prostor.
Pomembna je pri uravnavanju celičnega razvoja pri zarodku, celjenja ran, vnetnih procesov in razvoja tumorjev. Deluje na specifični transmembranski receptor CD44.

### Vlakna

#### Kolagen
Kolagen je najbolj zastopana beljakovina v medceličnini in v človeškem telesu nasploh, v medceličnini kostnine pa predstavlja kar 90 % vseh beljakovin. V medceličnini se nahaja v obliki vlaknatih beljakovin ter daje okolnim celicam strukturno podporo. Celice ga izločajo z eksocitozo v obliki predhodniške oblike, protokolagena, ki ga nato cepijo encimi protokolagenske proteaze. Bolezni, kot so Ehlers-Danlosov sindrom, imperfektna osteogeneza in bulozna epidermoliza so povezane z genetskimi napakami v genih, ki zapisujejjo kolagenske beljakovine. Poznamo več družin kolagenskih beljakovin, glede na to, kakšne strukture tvorijo:
1. vlaknasti (fibrilarni) kolageni (kolageni tipov I, II, III, V, XI)
2. kolageni FACIT (kolageni tipov IX, XII, XIV)
3. kratkoverižni kolageni (kolageni tipov VIII, X)
4. kolageni bazalne membrane (kolagen tipa IV)
5. drugi kolageni (kolageni tipov VI, VII, XIII)

#### Elastin
Elastini dajejo tkivom prožnost – omogočajo, da se raztezajo in se nato povrnejo v prvotno stanje. Prožnost je pomembna zasti za tkiva v krvnih žilah, pljučih, koži, zatilni vezi, zato ta vebujejo veliko količino elastina. Elastine proizvajajo fibroblasti in celice gladke mišičnine. So zelo slabo topni. Celice jih izločajo v vodotopni obliki, imenovani tropoelastini. V tkivu nato poteče deaminacija tropoelastinov, ki se nato vgradijo v elastinska vlakna. Pomanjkanje ali odsotnost elatinskih vlaken v medceličnini je vzrok redkim boleznim, imenovanim s skupnim izrazom cutis laxa, ter williamsonovega sindroma.

### Druge sestavine

#### Fibronektin
Fibronektini so glikoproteini, pomembni za migracijo celic po medceličnini. Na fibronektine se namreč vežejo kolagen in integrini na celičnih površinah, kar povzroči, da se citoskelet reorganizira in pospeši gibanje celic. Celice v medceličnini izločajo fibronektine v neaktivni nezviti obliki. Vezava integrinov na fibronektinske molekule omogoči, da slednje tvorijo dimere in posledično postanejo aktivne. Fibronektini so pomembni tudi na mestu poškodbe tkiva, ker ob poškodbi vežejo krvna ploščica|krvne ploščice ter pospešijo, da v poškodovani predel tkiva pridejo celice, pomembne za proces celjenja.

#### Laminin
Laminini so beljakovine v bazalni lamini tkiv pri pravzaprav vseh živalskih vrstah. Tvorijo mrežaste strukture, ki dajejo bazalnim laminam odpornost proti nateznim silam, omogočajo pa tudi adhezijo celic. Nase vežejo druge sestavine medceličnine, kot so kolageni in nidogeni.